# 半獸人 (稱呼)

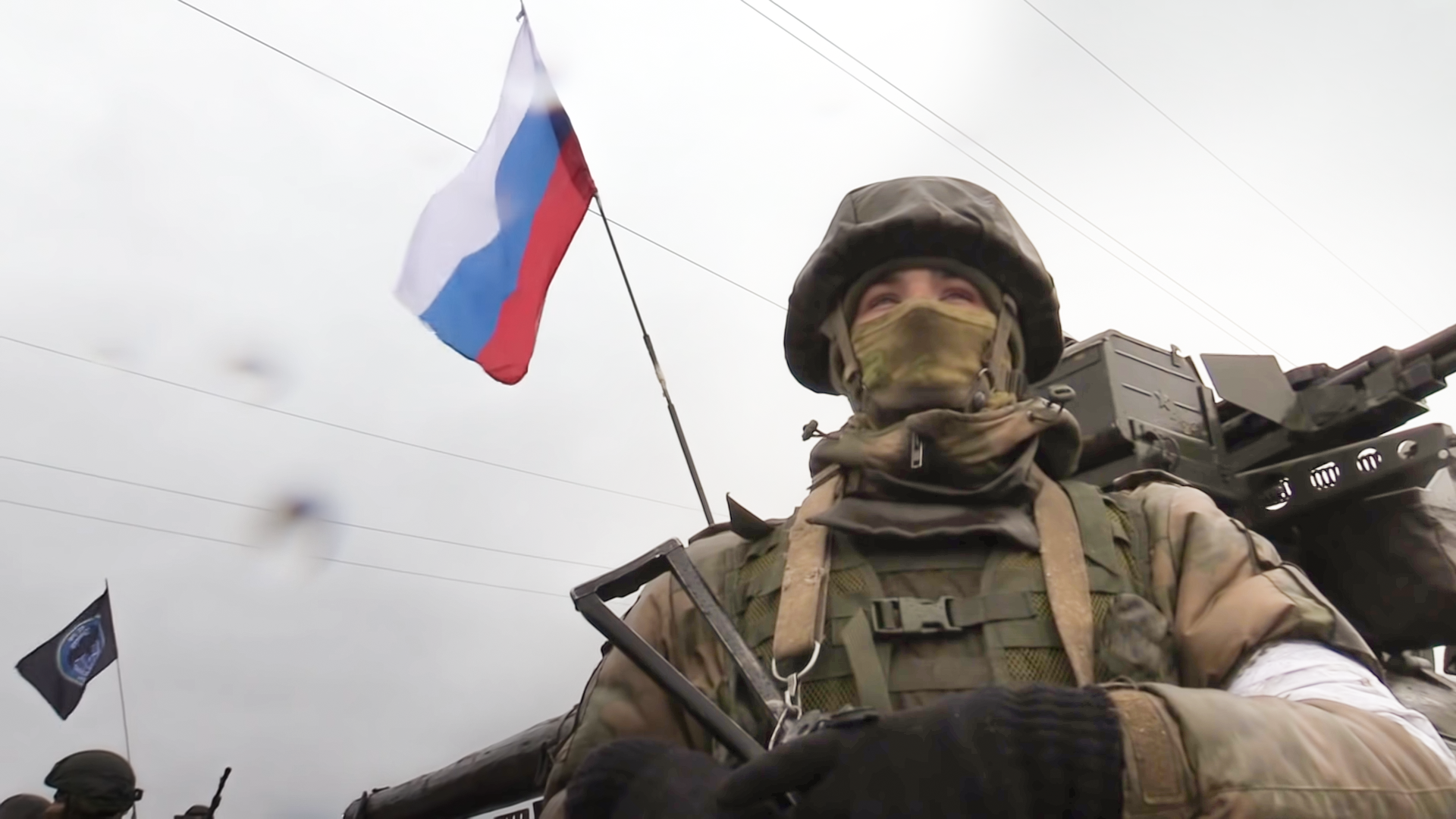
烏克蘭人用「半獸人」貶稱入侵的俄羅斯士兵

半獸人（烏克蘭語：Орки，羅馬化：Orky，或译兽人），是烏克蘭人用來稱呼參與入侵烏克蘭的俄羅斯士兵之貶稱。稱呼是引用自約翰·羅納德·魯埃爾·托爾金的奇幻小說《魔戒》中之虛構同名人形怪物半獸人。

## 使用
自2014年俄烏戰爭爆發以來，烏克蘭人就開始用這個詞來形容和妖魔化俄羅斯武裝力量和戰術。在2022年俄羅斯入侵烏克蘭期間，烏克蘭人開始大量使用「半獸人」形容相關的俄羅斯軍事人員。媒體《Meduza》指出，「半獸人」這個稱呼最終在2022年2月25日成為俄羅斯軍隊的貶稱，然後出現在烏克蘭陸軍的官方頁面上。半島電視台英語頻道和政治出版物稱該稱呼為「烏克蘭戰爭的新語言」的一個例子。
根據《法院新聞服務》的說法，這個稱呼是烏克蘭宣傳的一部分。這個稱呼被烏克蘭高級官員、軍方和媒體使用，也被用在烏克蘭國防部的官方報告中。例如，2022年3月初，在俄羅斯軍隊佔領的梅利托波爾市，示威者抗議「半獸人劫掠」。2022年4月8日，蘇梅州州長德米特里·日維茨基宣布他的地區現在「沒有半獸人」。第二天，馬卡里夫市長瓦迪姆·托卡爾說他發現了132具平民的屍體，形容他們「被俄羅斯半獸人殺死」。

## 批評
退休的澳大利亞陸軍少將米克·瑞安（Mick Ryan）在《澳大利亞廣播公司》的一篇文章中指出，烏克蘭人稱俄羅斯士兵為「半獸人」是為他們進行非人化。《Meduza》也有同樣的看法。烏克蘭新聞道德委員會主席兼《公共廣播電台》聯合創始人安德烈·庫利科夫（Андрей Куликов）表示，稱敵人為「半獸人」並無違反新聞業守則，卻朝著非人化邁出一步，「使我們陷入幻想世界，而戰爭是真實的」。立陶宛科學家兼公眾人物托馬斯·文克洛瓦（Tomas Venclova）在接受采訪時說：「我不會稱俄羅斯人為俄西斯主義者或半獸人——這是不人道的」。
據《Meduza》的新聞部門稱，在報導入侵和相關故事時，應該警惕使用「納粹」或「半獸人」等評價性非人化的術語，「無論如何都會建立某種情緒，而不是對信息的感知」
英國雜誌《旁觀者》將俄羅斯軍隊的「殘忍和隨意」比作托爾金筆下的半獸人，並指出使用這個詞可能不僅僅是一種偶然的侮辱，而是類比中土大陸衝突與現實世界的地緣政治之結果。

## 文化
維克托·佩列溫在2011年的小說《S.N.U.F.F.》中提到，「在地球表面 - 所謂的烏克蘭 - 生活著乞丐，粗魯無知的「半獸人」，根據非地球文明居民的說法，他們只適合在儀式戰爭中扮演炮灰的角色」。
俄羅斯搖滾樂隊“腿抽筋！”（Ногу свело!）寫於2022年的一首反戰歌曲和動畫影片〈厄運之歌（加油吧，半獸人！）〉（Гимн обречённых (Гойда, орки!)），獻給支持俄羅斯入侵烏克蘭的俄羅斯士兵和俄羅斯人。該影片剪輯由漫畫家奧列格·庫瓦耶夫（Оле́г Кува́ев）創作。

## 另見
- 2022年俄罗斯入侵乌克兰的战争罪行
- 蒔蘿 (稱呼)
- 棉袄 (称呼)
- 小綠人 (俄烏戰爭)
- 托爾金作品中的種族主義
- 日本鬼子、倭寇：中国人对參與侵华战争的日本军人的貶稱
- 俄寇